# Handball Siena 2020-2021
Questa pagina raccoglie i dati riguardanti la EGO Handball Siena nelle competizioni ufficiali della stagione 2020-2021.

## Mercato

### Sessione estiva
| Acquisti | Acquisti          | Acquisti       | Acquisti   | Acquisti |
| R.a      | Nome              | da             | Modalità   |          |
| -------- | ----------------- | -------------- | ---------- | -------- |
| TS       | Giovanni Cabrini  | Ferrara United | definitivo |          |
| TS       | Cristian Guggino  | Sassari        | definitivo |          |
| TS       | Ilya Crea         | Ferrara United | definitivo |          |
| TS       | Davide Galliano   | Benevento      | definitivo |          |
| C        | Božidar Nikočević | Pressano       | definitivo |          |
| PV       | Raul Bargelli     | Junior Fasano  | definitivo |          |
| PT       | Giovanni Pavani   | Junior Fasano  | definitivo |          |
| C        | Pablo Marrochi    | Cuenca         | definitivo |          |
| TD       | Luiz Felipe Gaeta | Bozen          | definitivo |          |

| Cessioni | Cessioni               | Cessioni         | Cessioni   | Cessioni |
| R.       | Nome                   | a                | Modalità   |          |
| -------- | ---------------------- | ---------------- | ---------- | -------- |
| PV       | Edoardo Borgianni      | Tavarnelle       | definitivo |          |
| TD       | Jacob Nelson           | Conversano       | definitivo |          |
| PT       | Vito Fovio             | Junior Fasano    | definitivo |          |
| AD       | Francesco Vermigli     | Tavarnelle       | definitivo |          |
| AS       | Demis Radovčić         | Conversano       | definitivo |          |
| TS       | Guido Riccobelli       | San Fernando     | definitivo |          |
| TS       | Amin Yousefinezhad     | Dunărea Călărași | definitivo |          |
| C        | Alessandro Florio      | Haenna           | definitivo |          |
| C        | Martin Alejandro Amato | Brixen           | definitivo |          |

### Sessione invernale
| Acquisti | Acquisti        | Acquisti        | Acquisti   | Acquisti |
| R.a      | Nome            | da              | Modalità   |          |
| -------- | --------------- | --------------- | ---------- | -------- |
| AS       | Stefano Arcieri | Riihimäki Cocks | definitivo |          |

| Cessioni | Cessioni         | Cessioni       | Cessioni   | Cessioni |
| R.       | Nome             | a              | Modalità   |          |
| -------- | ---------------- | -------------- | ---------- | -------- |
| TS       | Giovanni Cabrini | Emmeti         | definitivo |          |
| TS       | Ilya Crea        | Ferrara United | definitivo |          |
| C        | Pablo Marrochi   | Istres         | definitivo |          |

## Rosa

### Giocatori
| N° | Naz.                  | Ruolo | Sportivo            | Anno |  |  |
| -- | --------------------- | ----- | ------------------- | ---- |  |  |
| 1  | Italia (bandiera)     | P     | Alessandro Leban    | 1998 |  |  |
| 16 | Italia (bandiera)     | P     | Giovanni Pavani     | 2000 |  |  |
| 2  | Italia (bandiera)     | T     | Leonardo Del Mastio | 2002 |  |  |
| 6  | Italia (bandiera)     | T     | Davide Galliano     | 2002 |  |  |
| 7  | Italia (bandiera)     | PV    | Raul Bargelli       | 1999 |  |  |
| 9  | Italia (bandiera)     | A     | Filippo Pasini      | 2000 |  |  |
| 10 | Italia (bandiera)     | T     | Kreshnik Kasa       | 2001 |  |  |
| 11 | Italia (bandiera)     | A     | Umberto Bronzo      | 2000 |  |  |
| 14 | Italia (bandiera)     | A     | Lorenzo Senesi      | 1998 |  |  |
| 17 | Italia (bandiera)     | T     | Aldo Riccardi       | 1995 |  |  |
| 18 | Italia (bandiera)     | A     | Stefano Arcieri     | 1998 |  |  |
| 19 | Montenegro (bandiera) | T     | Božidar Nikočević   | 1993 |  |  |
| 20 | Italia (bandiera)     | T     | Luiz Felipe Gaeta   | 1982 |  |  |
| 21 | Italia (bandiera)     | A     | Niccolò Del Mastio  | 1996 |  |  |
| 23 | Italia (bandiera)     | T     | Christian Guggino   | 2003 |  |  |
| 33 | Argentina (bandiera)  | A     | Nicolás Frank       | 1986 |  |  |
| 99 | Italia (bandiera)     | A     | Matteo Sulejmani    | 1999 |  |  |

### Staff
- Allenatore:  Branko Dumnić
- Preparatore atletico:  Andrea Vigni
- Fisioterapista:  Biagio Helias Alfano
- Medico:  Gilberto Martelli
- Dietista:  Giulia Moscaritolo

## Risultati

### Serie A

#### Girone d'andata
| Fasano 5 settembre 2020 | Junior Fasano | 26 – 27 | Siena |  |

| Siena 12 settembre 2020 | Siena | 26 – 28 | Sassari |  |

| Trieste 19 settembre 2020 | Trieste | 24 – 24 | Siena |  |

| Appiano 26 settembre 2020 | Eppan | 32 – 33 | Siena |  |

| Fondi 7 ottobre 2020 | Fondi | 29 – 33 | Siena |  |

| Siena 10 ottobre 2020 | Siena | 32 – 27 | Albatro Siracusa |  |

| Siena 17 ottobre 2020 | Siena | 28 – 24 | Cassano Magnago |  |

| Lavis 28 novembre 2020 | Pressano | 29 – 28 | Siena |  |

| Siena 2 dicembre 2020 | Siena | 29 – 28 | Black Devils |  |

| Siena 5 dicembre 2020 | Siena | 22 – 22 | Conversano |  |

| Siena 9 dicembre 2020 | Siena | 28 – 26 | Bozen |  |

| Molteno 12 dicembre 2020 | Molteno | 27 – 31 | Siena |  |

| Cingoli 16 dicembre 2020 | Cingoli | 27 – 28 | Siena |  |

| Siena 20 gennaio 2021 | Siena | 27 – 26 | Brixen |  |

#### Girone di ritorno
| Siena 30 gennaio 2021 | Siena | 25 – 30 | Junior Fasano |  |

| Sassari 6 febbraio 2021 | Sassari | 28 – 27 | Siena |  |

| Siena 14 aprile 2021 | Siena | 33 – 30 | Trieste |  |

| Siena 7 aprile 2021 | Siena | 26 – 27 | Eppan |  |

| Merano 20 marzo 2021 | Black Devils | 35 – 31 | Siena |  |

| Siena 24 marzo 2021 | Siena | 23 – 29 | Fondi |  |

| Siracusa 27 marzo 2021 | Albatro Siracusa | 34 – 29 | Siena |  |

| Cassano Magnago 3 aprile 2021 | Cassano Magnago | 36 – 36 | Siena |  |

| Bressanone 17 aprile 2021 | Brixen | 25 – 28 | Siena |  |

| Siena 8 maggio 2021 | Siena | 33 – 33 | Cingoli |  |

| Bolzano 15 maggio 2021 | Bozen | 32 – 31 | Siena |  |

| Siena 22 maggio 2021 | Siena | 31 – 31 | Pressano |  |

| Conversano 29 maggio 2021 | Conversano | 39 – 34 | Siena |  |

| Siena 2 giugno 2021 | Siena | 34 – 32 | Molteno |  |

### Coppa Italia

#### Quarti di finale
| Arbitri: | Stefano Riello (Torri di Quartesolo) Niccolò Panetta (Perinaldo) |

|         |           |            |
| Kasa 10 | Marcatori | Moretti 16 |

### EHF European Cup

#### Secondo turno

##### Andata
| Arbitro: | Budzak, Zahradnik |

|           |           |         |
| Sokolič 9 | Marcatori | Gaeta 6 |

##### Ritorno
| Arbitro: | Martins, Martins |

|            |           |        |
| Bargelli 6 | Marcatori | Pajt 9 |

## Statistiche
| Competizione | Punti | In casa | In casa | In casa | In casa | In casa | In casa | In trasferta | In trasferta | In trasferta | In trasferta | In trasferta | In trasferta | Totale | Totale | Totale | Totale | Totale | Totale | D.R. |
| Competizione | Punti | G       | V       | N       | P       | Gf      | Gs      | G            | V            | N            | P            | Gf           | Gs           | G      | V      | N      | P      | Gf     | Gs     | D.R. |
| ------------ | ----- | ------- | ------- | ------- | ------- | ------- | ------- | ------------ | ------------ | ------------ | ------------ | ------------ | ------------ | ------ | ------ | ------ | ------ | ------ | ------ | ---- |
| Serie A      | 31    | 14      | 7       | 3       | 4       | 397     | 393     | 14           | 6            | 2            | 6            | 422          | 425          | 28     | 13     | 5      | 10     | 819    | 818    | +1   |
| Coppa Italia | -     | 1       | 0       | 0       | 1       | 26      | 27      | 0            | 0            | 0            | 0            | 0            | 0            | 1      | 0      | 0      | 1      | 26     | 27     | -1   |
| European Cup | -     | 1       | 0       | 0       | 1       | 24      | 29      | 1            | 0            | 0            | 1            | 20           | 32           | 2      | 0      | 0      | 2      | 44     | 61     | -15  |
| Totale       | 31    | 16      | 7       | 3       | 6       | 447     | 449     | 15           | 6            | 2            | 7            | 442          | 357          | 31     | 13     | 5      | 13     | 891    | 906    | -15  |